# Wieczny dwór
Wieczny dwór (ang. The Forever Court) – irlandzka powieść fantasy dla młodzieży autorstwa Dave’a Ruddena z 2017 roku. Jest kontynuacją książki Rycerze pożyczonego mroku, a zarazem drugim tomem trylogii o tym samym tytule. Powieść została wydana w Polsce 31 stycznia 2018 roku nakładem Wydawnictwa Jaguar. Jej głównym bohaterem jest trzynastoletni Denizen Hardwick, neofita Zakonu Pożyczonego Mroku.

## Recepcja książki
Oprócz języka polskiego Wieczny dwór przełożono na język niemiecki, język francuski, język rosyjski i język szwedzki. W 2017 książka została gorąco zarekomendowana jako lektura dla młodzieży w wieku 10–14 lat w recenzji Pauli NicIomhar opublikowanej przez organizację Children’s Books Ireland; podkreślono w niej wysokie walory literackie powieści. W tym samym roku otrzymała w Irlandii nominację do nagrody książki roku 2017 dla dzieci starszych w wieku 8–12 lat (Irish Book Awards, 2017 Children’s Book of the Year, Senior).
Wydanie amerykańskie, opublikowane przez wydawnictwo Random House, doczekało się pozytywnej recenzji w amerykańskim miesięczniku „School Library Journal”, gdzie drugi tom trylogii nazwano „absorbującą kontynuacją epickiej opowieści o rycerzach, dziwnych istotach i bitwach między dobrem a złem”. Obecnie trwają prace produkcyjne nad ekranizacją trylogii Dave’a Ruddena; uczestniczy w nich brytyjski producent telewizyjny Arvind Ethan David.

## Fabuła
Od wydarzeń z tomu poprzedniego mija pół roku. Denizen szkoli się na Rycerza Pożyczonego Mroku. Okazuje się, że kantusy, które poznał dzięki uratowaniu Miłosierdzia, czyli Mercy, córki Bezkresnego Króla, bezustannie tkwią w jego głowie i wymuszają na chłopcu używaniu magii, zamiast umiejętności fizycznych. Sprawia to, że cena, którą zapłacił, bezustannie rośnie: jego ręce zmienione są już w metal.
Wkrótce do Zakonu przybywa list od Bezkresnego Króla, który pragnie wyrazić wdzięczność za uratowanie swojej córki i prosi o spotkanie z Rycerzami. Do Dublina przybywa więc Palatyn Zakonu – Edifice Greaves. Jednocześnie Denizen w tajemnicy spotyka się z Mercy, a ich relacja staje się coraz bliższa.

## Bohaterowie
- Denizen Hardwick – neofita zakonu, syn Vivan. Uwielbia czytać powieści fantasy. Wychował się w sierocińcu razem z Simonem.
- Simon – przyjaciel Denizena z sierocińca, także neofita zakonu.
- Vivan Hardwick – nosi tytuł Malleusa w Zakonie. Potężna wojowniczka i matka Denizena.
- Darcie Wright – genialna nastolatka, bibliotekarka w Zakonie, także neofitka.
- Mercy – córka Bezkresnego Króla, uratowana przez Denizena.
- Edifice Greaves – Palatyn (przywódca) Zakonu Rycerzy Pożyczonego Mroku.